# Station Puteaux
Station Puteaux is een spoorwegstation in de Franse gemeente Puteaux. Naast de sporen van spoorlijn Paris Saint-Lazare - Saint-Cloud zijn er de tramsporen van de tramlijn 2 (T2) waarvan een perron gemeenschappelijk is met de spoorweg. Dit station was het eindpunt van de met derde rail geëlektrificeerde spoorlijn naar Issy - Val de Seine, die later werd omgebouwd tot wat nu de T2 is.

## Diensten
Op het station stoppen treinen van de Transilien lijnen L en U, alsmede de tramlijn T2.

## Vorige en volgende stations
| Richting                                                                  | Vorig station          | Lijn    | Volgend station | Richting           |
| ------------------------------------------------------------------------- | ---------------------- | ------- | --------------- | ------------------ |
| Saint-Cloud Versailles-Rive-Droite Saint-Nom-la-Bretèche - Forêt de Marly | Suresnes-Mont-Valérien | Trans L | La Défense      | Paris Saint-Lazare |
| La Verrière                                                               | Suresnes-Mont-Valérien | Trans U | La Défense      | La Défense         |
| Porte de Versailles                                                       | Belvédère              | T 2     | La Défense      | La Défense         |

## Galerij

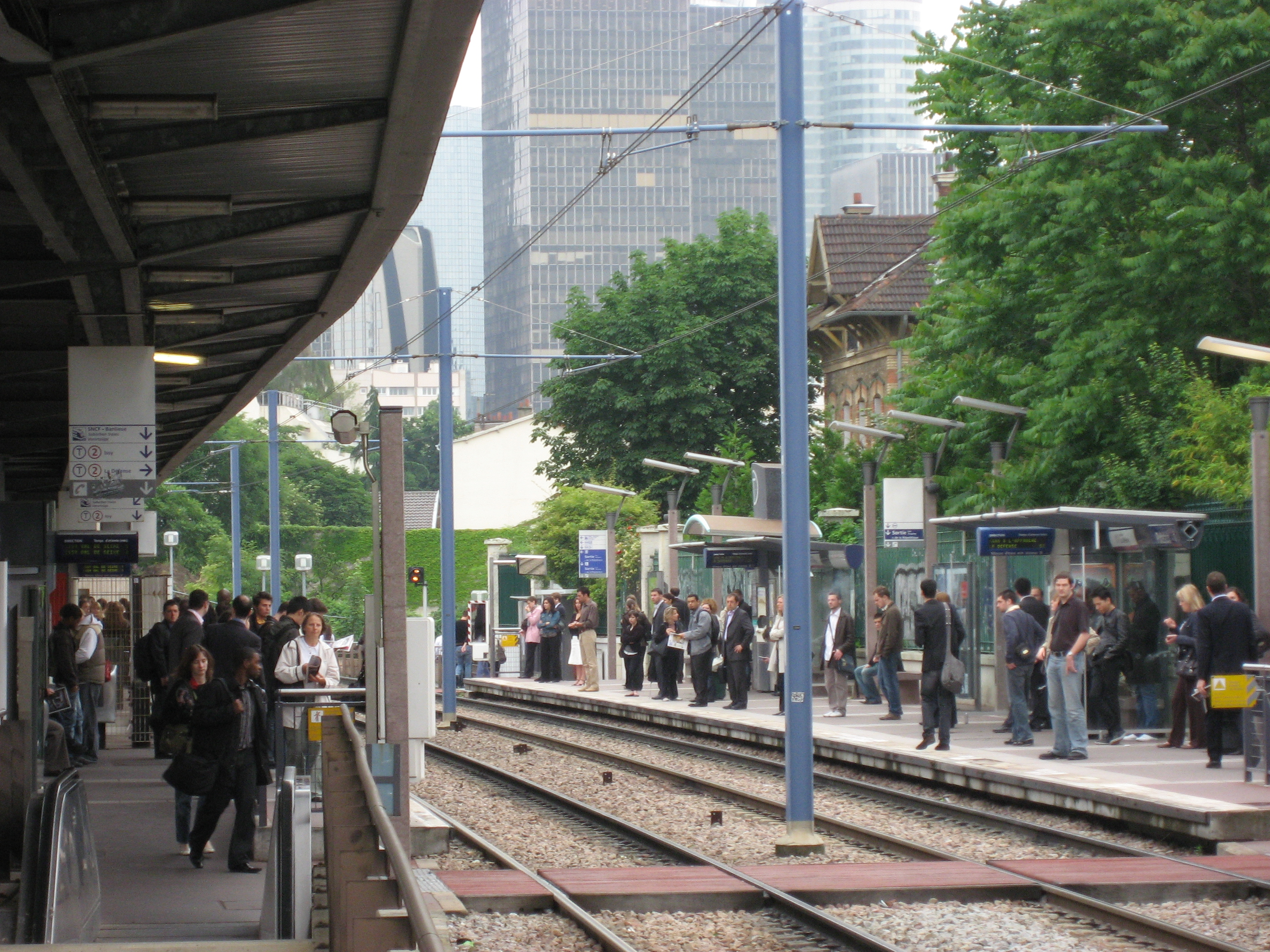
Tramlijn T2. Aan de linkerkant de treinsporen
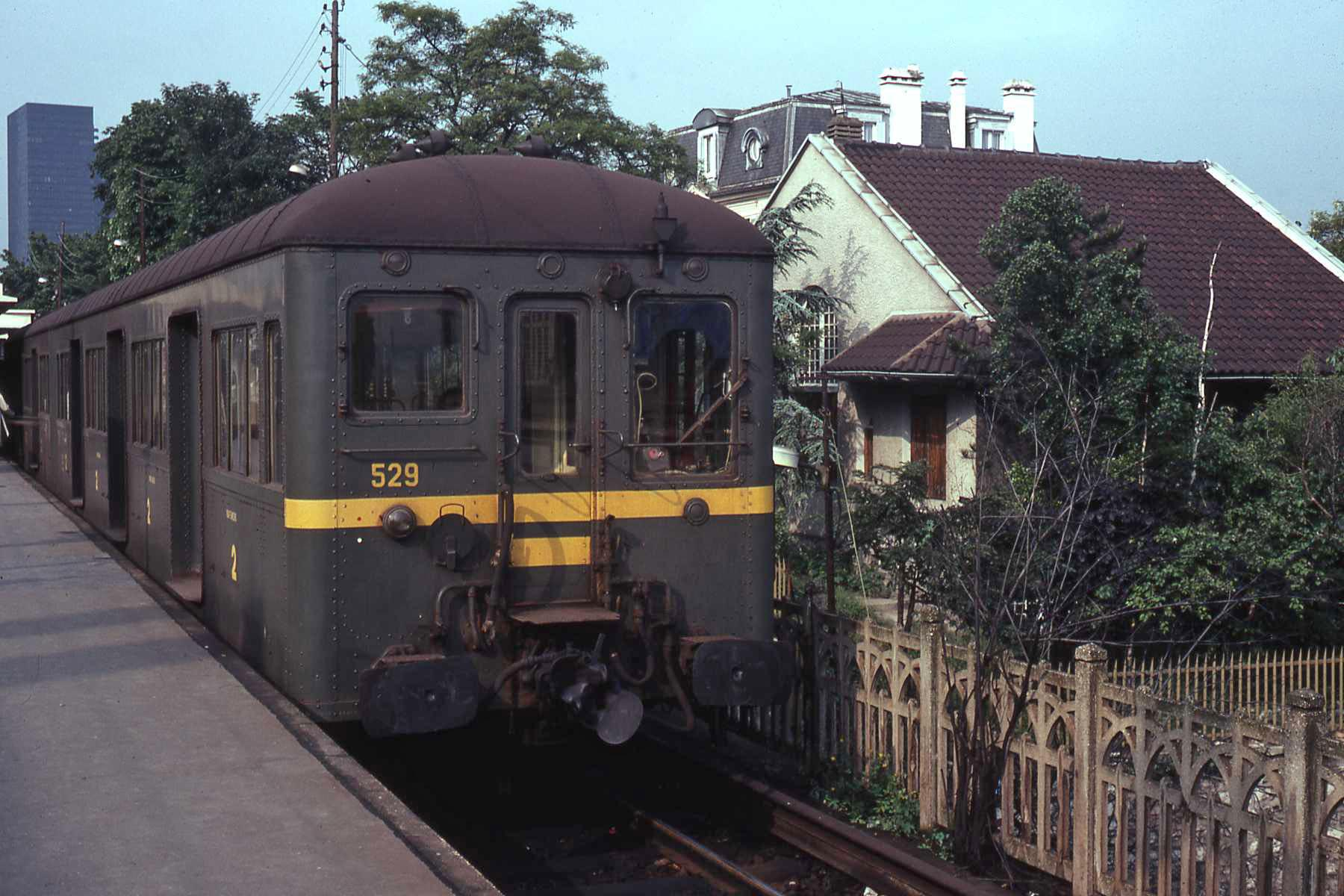
Eindpunt van de vroegere elektrische derde rail spoorlijn, nu omgebouwd naar een tramlijn. Jaar 1980.
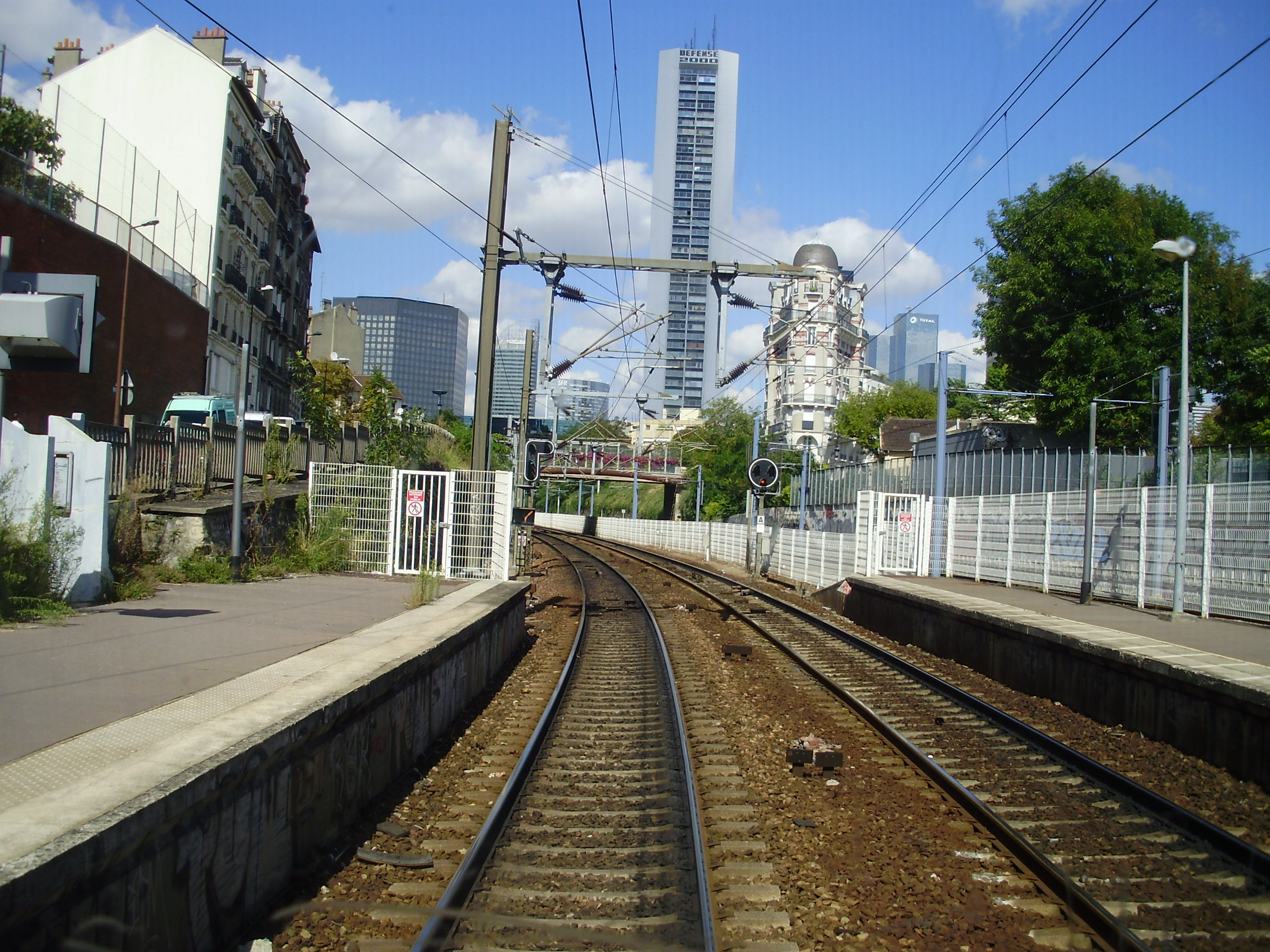
Sporen met zicht op La Défense
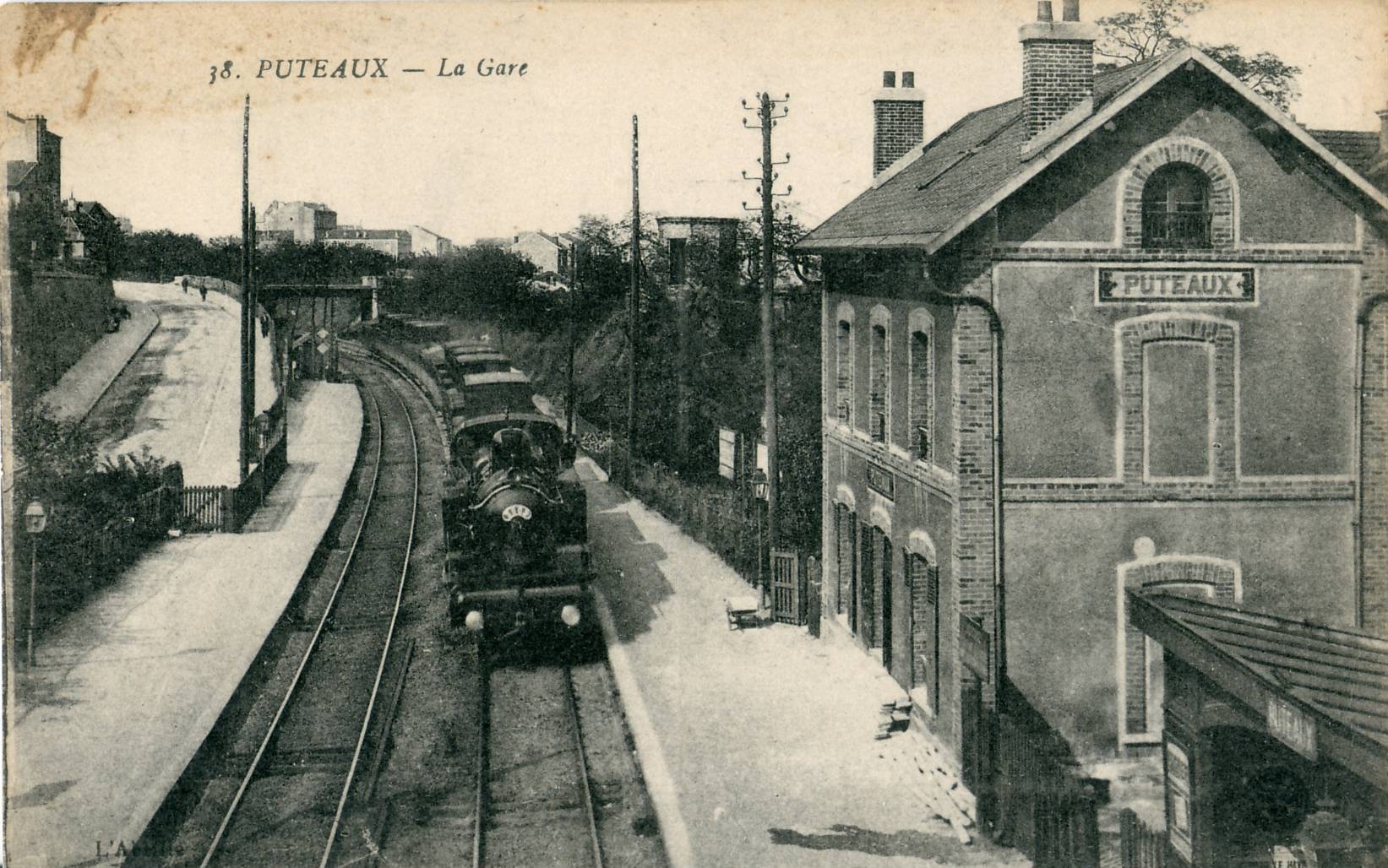
Station in de stoomtijdperk